# Magnus Krog
Magnus Krog (Porsgrunn, 19 marzo 1987) è un combinatista nordico norvegese.

## Biografia
Krog ottiene il suo primo risultato rilevante di carriera ai Mondiali juniores di Tarvisio 2007, vincendo la medaglia di bronzo nella gara a squadre. In Coppa del Mondo ha esordito il 6 dicembre 2008 a Trondheim (43º in un'individuale Gundersen) e ha ottenuto la prima vittoria, nonché primo podio, il 25 novembre 2011 a Kuusamo, in Finlandia, una Gundersen dal tampolino lungo.
In carriera ha partecipato a un'edizione dei Giochi olimpici invernali, Soči 2014 (3º nel trampolino normale, 12º nel trampolino lungo, 1º nella gara a squadre), e a due dei Campionati mondiali, vincendo tre medaglie.

## Palmarès

### Olimpiadi
- 2 medaglie:
  - 1 oro (gara a squadre a Soči 2014)
  - 1 bronzo (trampolino normale a Soči 2014)

### Mondiali
- 3 medaglie:
  - 3 argenti (gara a squadre dal trampolino normale a Val di Fiemme 2013; gara a squadre dal trampolino normale, sprint a squadre dal trampolino lungo a Lahti 2017)

### Mondiali juniores
- 1 medaglia:
  - 1 bronzo (gara a squadre a Tarvisio 2007).

### Coppa del Mondo
- Miglior piazzamento in classifica generale: 6º nel 2016
- 17 podi (11 individuali, 6 a squadre):
  - 6 vittorie (3 individuali, 3 a squadre)
  - 8 secondi posti (7 individuali, 1 a squadre)
  - 3 terzi posti (1 individuale, 2 a squadre)

#### Coppa del Mondo - vittorie
| Data             | Località      | Nazione   | Trampolino              | Spec.                                                               |
| ---------------- | ------------- | --------- | ----------------------- | ------------------------------------------------------------------- |
| 25 novembre 2011 | Kuusamo       | Finlandia | Rukatunturi HS142       | IN LH/10 km                                                         |
| 1º dicembre 2013 | Kuusamo       | Finlandia | Rukatunturi HS142       | T LH/4x5 km (con Håvard Klemetsen, Mikko Kokslien e Jørgen Graabak) |
| 6 dicembre 2015  | Lillehammer   | Norvegia  | Lysgårdsbakken HS100    | IN NH/10 km                                                         |
| 26 febbraio 2016 | Val di Fiemme | Italia    | Giuseppe Dal Ben HS134  | T SP/2x7,5 km (con Jørgen Graabak)                                  |
| 28 febbraio 2016 | Val di Fiemme | Italia    | Giuseppe Dal Ben HS134  | IN LH/10 km                                                         |
| 4 marzo 2016     | Schonach      | Germania  | Langenwaldschanze HS106 | T NH/4x5 km (con Magnus Moan, Jan Schmid e Jørgen Graabak)          |

Legenda:

IN = individuale Gundersen

LH = trampolino lungo